# Mariareuterella baeckmanae
Mariareuterella baeckmanae is een platworm (Platyhelminthes). De worm is tweeslachtig. De soort leeft in het zoete water van het Baikalmeer.
Het geslacht Mariareuterella, waarin de platworm wordt geplaatst, wordt tot de familie Rhynchokarlingiidae gerekend. De wetenschappelijke naam van de soort werd voor het eerst geldig gepubliceerd in 1986 door Timoshkin.